# Eifelkalkmulden

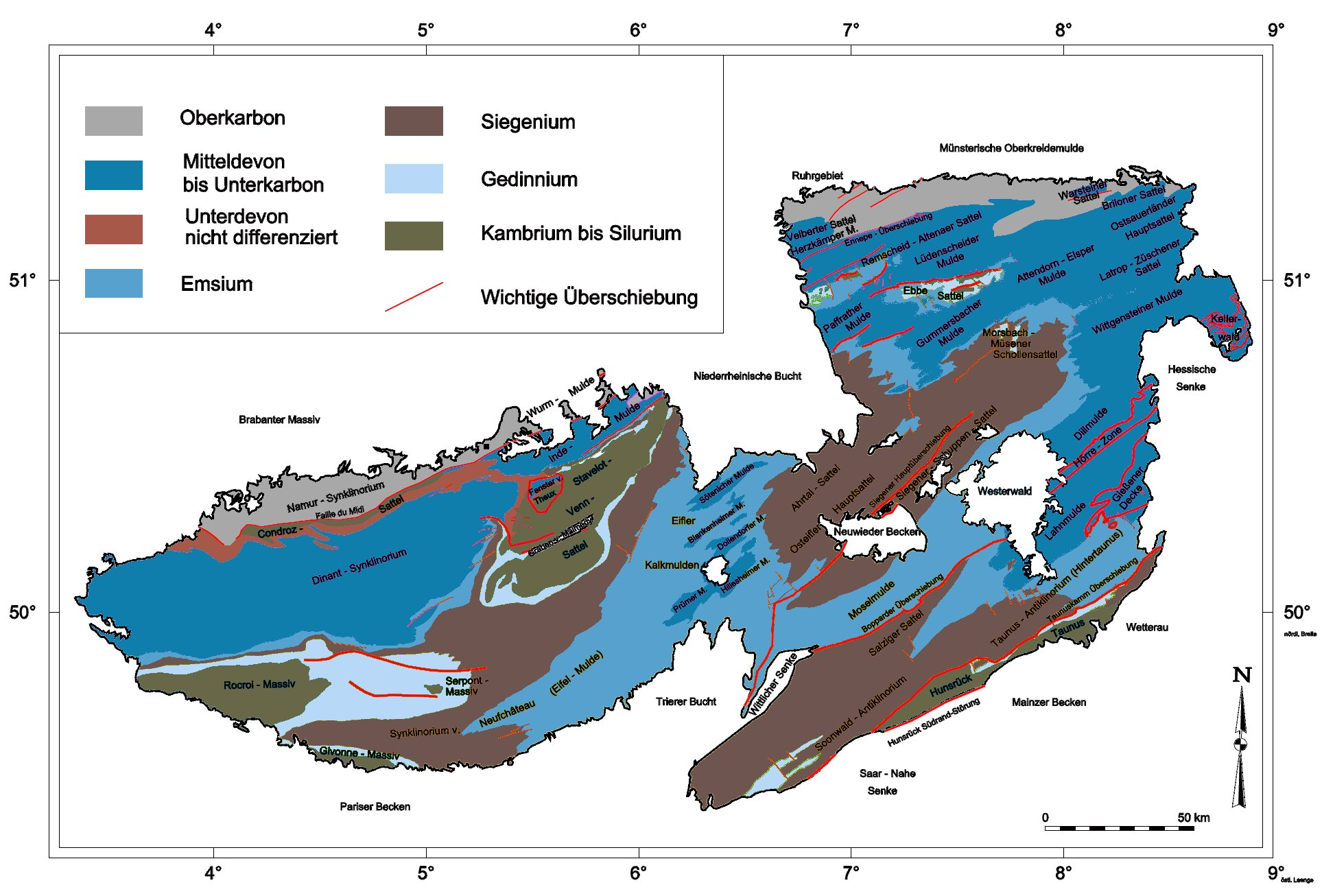
Geologische Karte des Rheinischen Schiefergebirges. Die Eifelkalkmulden liegen in einem Nord-Süd-Streifen in der Kartenmitte

Die Eifelkalkmulden sind landschaftsprägende geologische Strukturen im Westen des Rheinischen Schiefergebirges. Sie bestehen überwiegend aus Kalkgesteinen, die in der Form geologischer Mulden in die überwiegend aus Schiefern und Sandsteinen aufgebaute Umgebung eingefaltet sind. Sie heben sich nicht nur durch ihre Gesteine von ihrem Umfeld ab, sondern auch durch ihre Landschaft, ihren Bewuchs und ihre Nutzung.
Die Eifelkalkmulden haben schon früh die Aufmerksamkeit von Geologen geweckt, ihre Fossilien haben in der Naturkunde und Geologie eine große Rolle gespielt.

## Übersicht

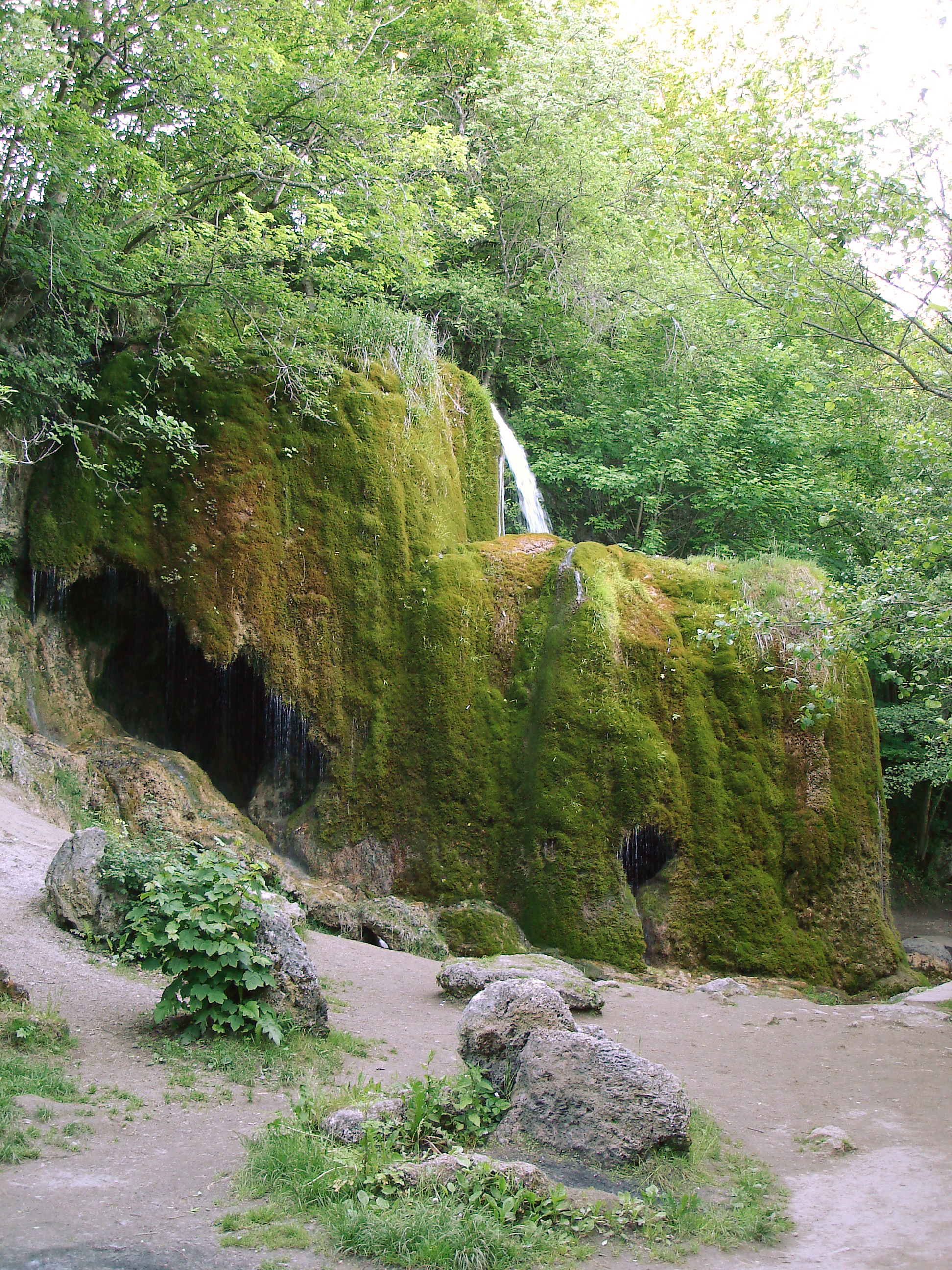
Der Dreimühlen-Wasserfall in der Sötenicher Mulde und sein Sinterfelsen

Die Eifelkalkmulden liegen in einem etwa Nord-Süd verlaufenden Gebiet des linksrheinischen (westlichen) Schiefergebirges, das als Eifler Nord-Süd-Zone bezeichnet wird. Dieses Gebiet zeichnet sich dadurch aus, dass dort im Gegensatz zu seiner unmittelbaren Umgebung – Sandsteine und Tonsteine des Unterdevons – jüngere Schichten des Mitteldevons und Oberdevons erhalten geblieben sind. Nach der Faltung des Rheinischen Schiefergebirges im Karbon blieb die Nord-Süd-Zone ein Senkungsgebiet, in dem sich Schichten des Perm, der Trias (vor allem Buntsandstein) und des Tertiärs ablagerten, die heute in Resten auf den devonischen Gesteinen der Kalkmulden erhalten geblieben sind.
Die fossilreichen Gesteine der Eifelkalkmulden erhielten schon im 18. und 19. Jahrhundert große wissenschaftliche Beachtung, und sie waren und sind Gegenstand zahlreicher nationaler und internationaler Forschungsprojekte. In den Eifelkalkmulden befinden sich internationale Referenzprofile für das Devon und mit dem Wetteldorfer Richtschnitt ein GSSP. Einige ihrer Gesteine waren namengebend bei der Benennung der stratigraphischen Einheiten des Mitteldevons.
In vergleichbarer geologischer und paläogeographischer Position befinden sich östlich des Rheins die rechtsrheinischen Kalkmulden (Paffrather Mulde, Attendorn-Elsper Doppelmulde sowie die Dill- und Lahnmulde). In ihnen existiert eine sehr ähnliche Schichtenfolge mit zahlreichen Fossilien.

### Landschaften

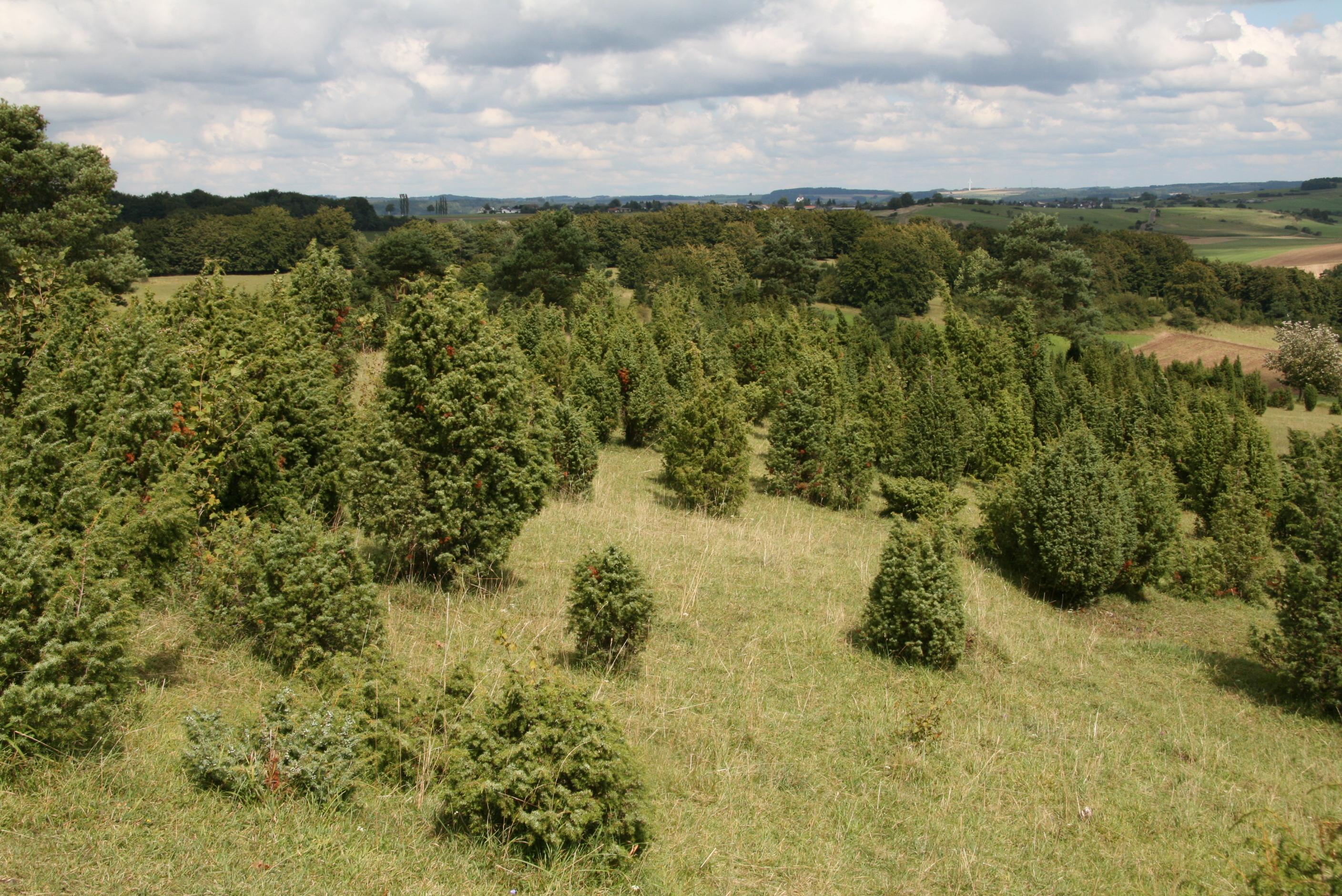
Wacholderheide bei Alendorf in der Eifel

Die Landschaft auf den Kalkgesteinen ist meist waldlos, in deutlichem Gegensatz zum meist waldbestandenen, von Sand- und Tonstein beherrschten Unterdevon, das die Umrandung der einzelnen Kalkmulden bildet. An den Talhängen bilden harte Gesteine der Schichtenfolgen z. T. schroffe Felsen, und Karsterscheinungen wie Höhlen und Bachversickerungen sind allgegenwärtig. Typisch für die Eifelkalkmulden ist eine spezielle Flora mit Wacholderheiden und Kalk-Trockenwiesen.

### Nutzung

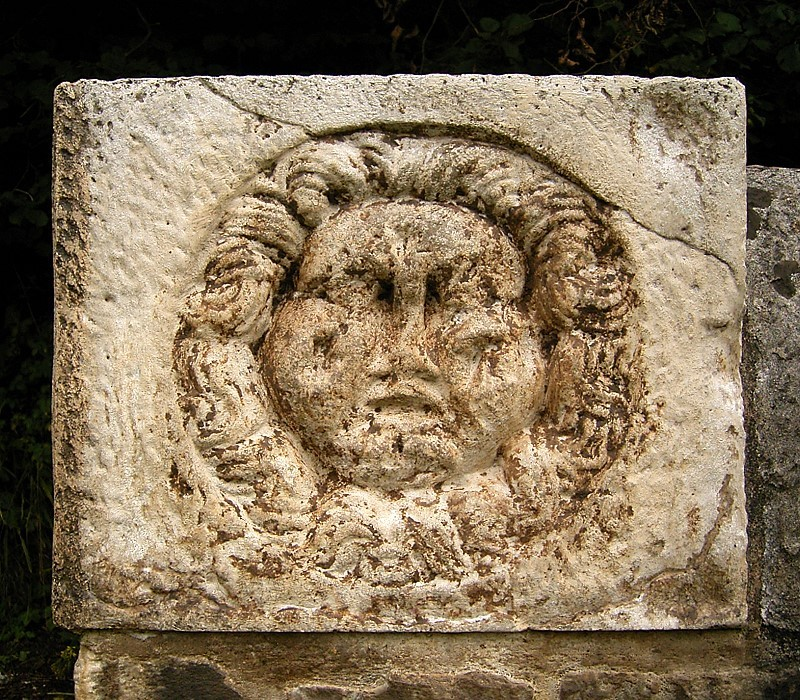
Römische Bildtafel am Grünen Pütz

Die Kalkmulden sind seit langem besiedelt, wie dies vorgeschichtliche Höhlenfunde etwa am Kartstein beweisen. Den Römern war die Eifel gut bekannt, und zahlreiche römische Bauwerke sind bis heute erhalten, so etwa in Trier. Die Eifelhöhen konnten im Gegensatz zu den Flusstälern verhältnismäßig einfach begangen werden, und einige der mindestens auf die Römer zurückgehenden Fernwege queren das Gebiet der Kalkmulden.
Die Verteilung der landwirtschaftlichen Flächen ist von der Beschaffenheit des Untergrunds geprägt. Auf den sandigen und tonigen Gesteinen des Unterdevons, von denen die Kalkmulden umgeben sind, ist hauptsächlich Wald verbreitet. Die Kalkmulden selber sind meist waldlos und werden von Wiesen und Äckern eingenommen.
Die vorwiegend kalkige Gesteine werden seit langem als Rohstoffe für die Bauwirtschaft genutzt. Steinbrüche und Kalköfen zeugen von der Kalkindustrie der Eifel. Auch heute noch sind einige Steinbrüche in Betrieb, in denen Rohstoffe für die Zementindustrie und die Gewinnung von Naturstein abgebaut werden. Neben dem Kalkstein waren Bodenschätze wie Eisenerze und Blei-Zink-Erze Voraussetzungen für die industrielle Entwicklung der Eifel.
Das in den Kalksteinen vorkommende Wasser spielte schon bei den Römern eine wichtige Rolle für die Wasserversorgung der Städte. Die Eifelwasserleitung besaß eine Länge von fast 100 km und versorgte die Stadt Köln. Die Quellstuben wie der Grüne Pütz bei Nettersheim, und Reste der gemauerten Leitungen, oft innen mit den Sinterablagerungen des Aquäduktenmarmors, sind heute noch erhalten und gut zugänglich. Auch heute spielen die Wasservorräte der Eifelkalkmulden eine wichtige Rolle bei der Wasserversorgung, so etwa im Bereich Euskirchen und Bad Münstereifel.

## Einzelmulden

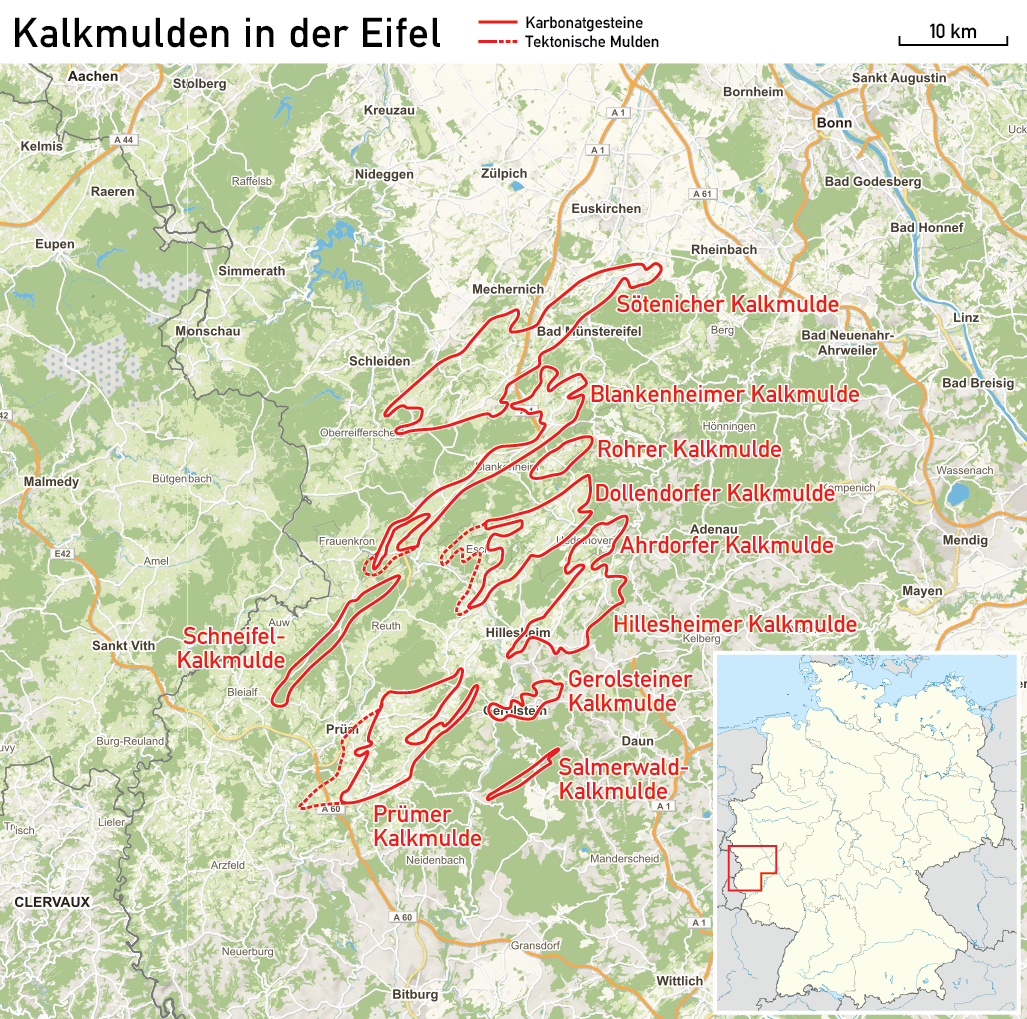
Lage und Bezeichnung der Eifelkalkmulden

Die einzelnen Eifelkalkmulden sind von Norden nach Süden:
- Sötenicher Mulde
- Blankenheimer Mulde
- Schneifel-Mulde in südwestlicher Verlängerung der Blankenheimer Mulde
- Rohrer Mulde
- Dollendorfer Mulde
- Ahrdorfer Kalkmulde
- Hillesheimer Mulde
- Prümer Mulde
- Daleidener Muldengruppe als südwestliche Fortsetzung der Prümer Mulde
- Gerolsteiner Mulde
- Salmerwald-Kalkmulde südwestlich der Gerolsteiner und Prümer Mulde.